# Socotra-Fels
| Socotra-Fels             | Socotra-Fels                       |
| ------------------------ | ---------------------------------- |
| Geographische Lage       | 32° 7′ 22,63″ N, 125° 10′ 56,81″ O |
| Chinesischer Name        |                                    |
| Kurzzeichen              | 苏岩礁                             |
| Langzeichen              | 蘇岩礁                             |
| Pinyin                   | Sūyán jiāo                         |
| Koreanischer Name        |                                    |
| Hangeul                  | 이어도 / 파랑도                    |
| Hanja                    | 離於島 / 波浪島                    |
| Revidierte Romanisierung | Ieodo / Parangdo                   |
| McCune-Reischauer        | Iŏdo / P'arangdo                   |
|                          |                                    |
|                          |                                    |

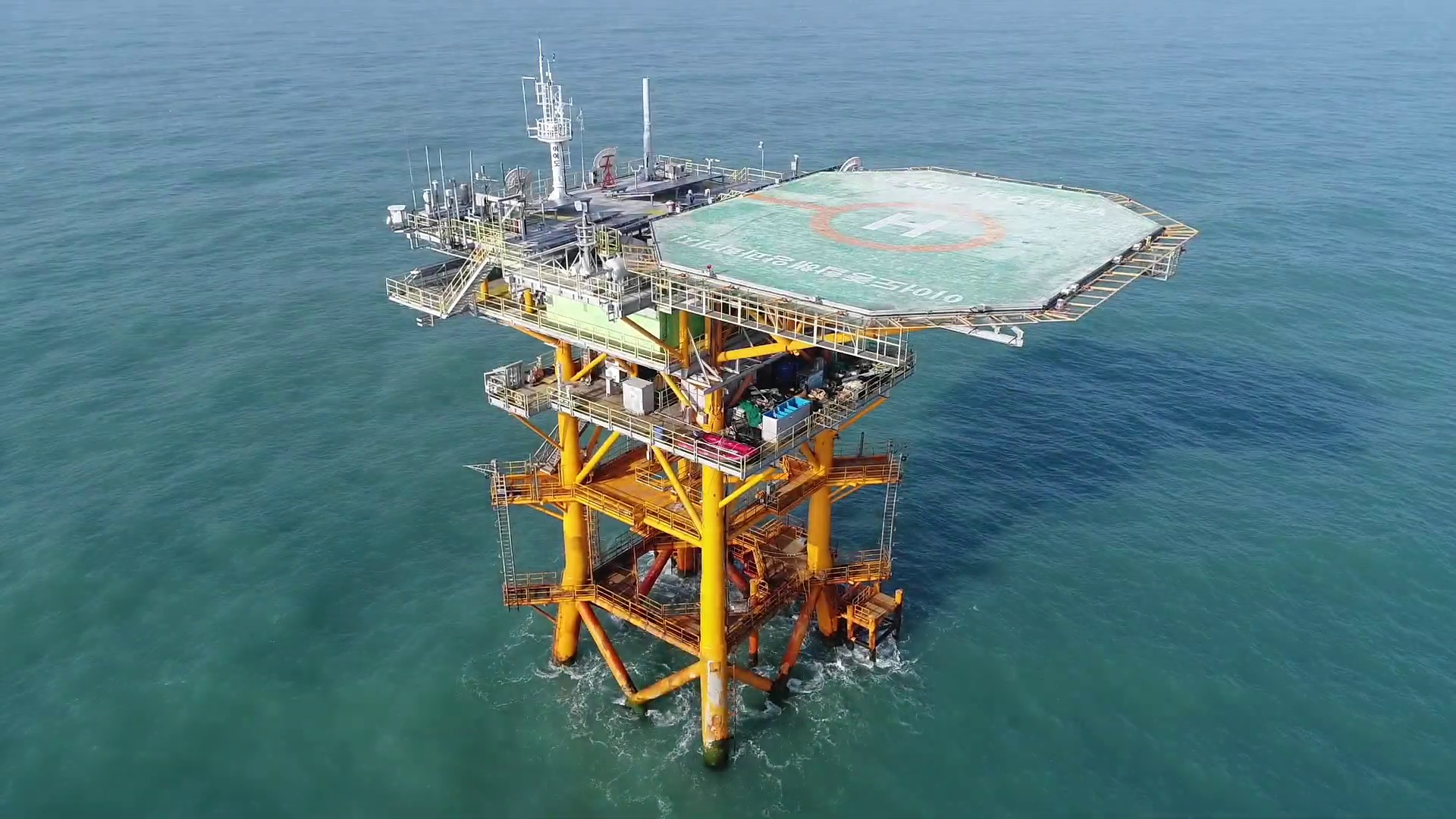
Ieodo Ocean Research Station auf dem Felsen

Der Socotra-Fels ist ein untermeerisches Riff im Ostchinesischen Meer, auf welches sowohl Südkorea als auch die Volksrepublik China Territorialansprüche erheben. Seit 1995 wird der Fels von Südkorea verwaltet, das eine Forschungsstation darauf gebaut hat.
Seinen englischen Namen hat das Riff, das bei Niedrigwasser 4,6 Meter unter dem Meeresspiegel liegt, nach dem Schiff, das es 1900 entdeckt hat. Das Riff hat auch chinesische und koreanische Namen; der englische Name kann dazu verwendet werden, um keine Position im chinesisch-koreanischen Konflikt zu beziehen.

## Geographie und Topographie

### Lage des Felsens
Der Felsen befindet sich etwa 149 km südwestlich von Marado, der südlichsten Insel Südkoreas, und etwa 245 km nordöstlich der Haijiao-Insel der Volksrepublik China. Von der japanischen Insel Torishima befindet er sich etwa 275 km nordwestlich.
Die Spitze des Riffs befindet sich in einer Meerestiefe von etwa 4,6 Metern. Damit befindet sich der Felsen fast immer unter der Wasseroberfläche. Allerdings kann er diese bei starkem Wellengang (z. B. bei einem Sturm) durchbrechen.

### Umgebung des Felsens
Über den Felsen wurde vom Koreanischen Meeresinstitut für Forschung und Entwicklung in Südkorea seit 2001 eine Forschungsstation verankert. Diese besitzt zur Versorgung einen Helikopterlandeplatz. Die Forschungsstation steht in 41 Metern Wassertiefe und befindet sich 700 Meter südlich der Riffspitze.

## Geschichte und Ansprüche

### Mythen und Fakten
In einer koreanischen Legende heißt es, dass ein mythisches Land existiert, in dem die Seelen von Seeleuten hausen, welche im Meer verschollen blieben. Dieses hieße Ieodo (in Korea auch Parangdo genannt). Die südkoreanische Regierung hat eine direkte Verbindung zwischen diesem mythischen Land und dem Socotra-Fels gezogen. Auf diese Aufzeichnung stützt sich der historische Anspruch Südkoreas.
In der chinesischen Geschichts-Aufzeichnung Shan Hai Jing, welche etwa auf das Jahr 100 v. Chr. datiert wurde, wird eine Insel namens Su-Fels (chinesisch 蘇岩 / 苏岩, Pinyin Sūyán) erwähnt. Auf diese Aufzeichnung stützt sich der historische Anspruch der Volksrepublik China.
Die erste beweisbare Entdeckung des Felsens erfolgte 1900 durch ein britisches Handelsschiff namens Socotra. Um in dem Konflikt keine Position zu beziehen, wird daher teilweise dieser Name zur Bezeichnung des Riffs verwendet.
Spätestens 1937 übernahm Japan im Zuge seiner Expansion vor dem Zweiten Weltkrieg die Verwaltungshoheit über das Riff.

### Gegenwärtige Situation
Nach dem Zweiten Weltkrieg wurde Japan von den Alliierten die Verwaltungshoheit über seine Kolonialgebiete und somit auch über das Riff entzogen. Da keine weiteren Angaben über die Zugehörigkeit des Felsens gemacht wurden, erhoben Südkorea und auch die Volksrepublik China im Laufe der Zeit Territorialansprüche aufgrund der oben genannten historischen Zugehörigkeit.
Allerdings kann nach dem Seerechtsübereinkommen auf ein annähernd dauerhaft überschwemmtes Riff kein Gebietsanspruch und somit auch keine Erweiterung der Ausschließlichen Wirtschaftszone gestellt bzw. begründet werden. Dennoch versuchen vor allem Südkorea und die Volksrepublik China dieses Riff, welches sich in der überlappenden Ausschließlichen Wirtschaftszone beider Staaten befindet, zu ihrem Territorium zu machen.
Dies zeigt sich von südkoreanischer Seite durch den Einbezug des Riffs in die 1952 ausgerufene Syngman-Rhee-Linie und in das Unterwasser-Ressourcen-Abwicklungsgesetz von 1970. Seit 2003 betreibt Südkorea über dem Riff eine Forschungsstation. Seither kann gesagt werden, dass trotz einiger Aufklärungsflüge von Seiten der Volksrepublik China die Verwaltung de facto bei Südkorea liegt. Die Volksrepublik China hält diesen Zustand unter Berufung auf des Festlandssockelprinzip für inakzeptabel, da das Riff auf einem vom chinesischen Festland herkommenden Festlandssockel liegt.
Am 23. November 2013 deklarierte die Volksrepublik China eine Air Defense Identification Zone (ADIZ) über dem Ostchinesischen Meer, einschließlich umstrittener Gebiete wie dem Socotra-Fels oder den Senkaku-Inseln. Jeder Überflug müsse fortan in China angemeldet werden. Die südkoreanische Regierung kündigte daraufhin an zu überprüfen, ihre eigene ADIZ ebenfalls auf den Socotra-Felsen auszudehnen.